# Mesembryanthemum gariusanum
Mesembryanthemum gariusanum är en isörtsväxtart som beskrevs av Moritz Kurt Dinter. Mesembryanthemum gariusanum ingår i Isörtssläktet som ingår i familjen isörtsväxter. Inga underarter finns listade i Catalogue of Life.